# 8 Lyncis
8 Lyncis (8 Lyn / HD 46480 / HR 2394) es una estrella en la constelación de Lince.
Tiene magnitud aparente +5,90 y se encuentra a 173 años luz respecto al sistema solar.
8 Lyncis es una subgigante o estrella de la secuencia principal de tipo espectral G8IV-V.
Con una temperatura efectiva de 4917 ± 27 K, es 12,9 veces más luminosa que el Sol.
Tiene casi la misma masa que el Sol —apenas un 8% superior— pero es una estrella mucho más evolucionada con una edad de 8710 millones de años, casi el doble de la edad actual del Sol (4600 millones de años). 
Una característica notable de 8 Lyncis es su baja metalicidad, notablemente inferior a la solar ([Fe/H] = -0,55), siendo su abundancia relativa de hierro igual al 28% de la existente en nuestra estrella.
Los niveles de otros elementos como magnesio, silicio, calcio y zinc, aun siendo menores que en el Sol, no son tan bajos como el de hierro.
Sin embargo, el cerio —elemento lantánido de número atómico 58— es el más escaso entre todos los elementos evaluados, con una abundancia relativa inferior incluso a la de hierro.